# Sonata canónica en fa mayor, BWV 1040

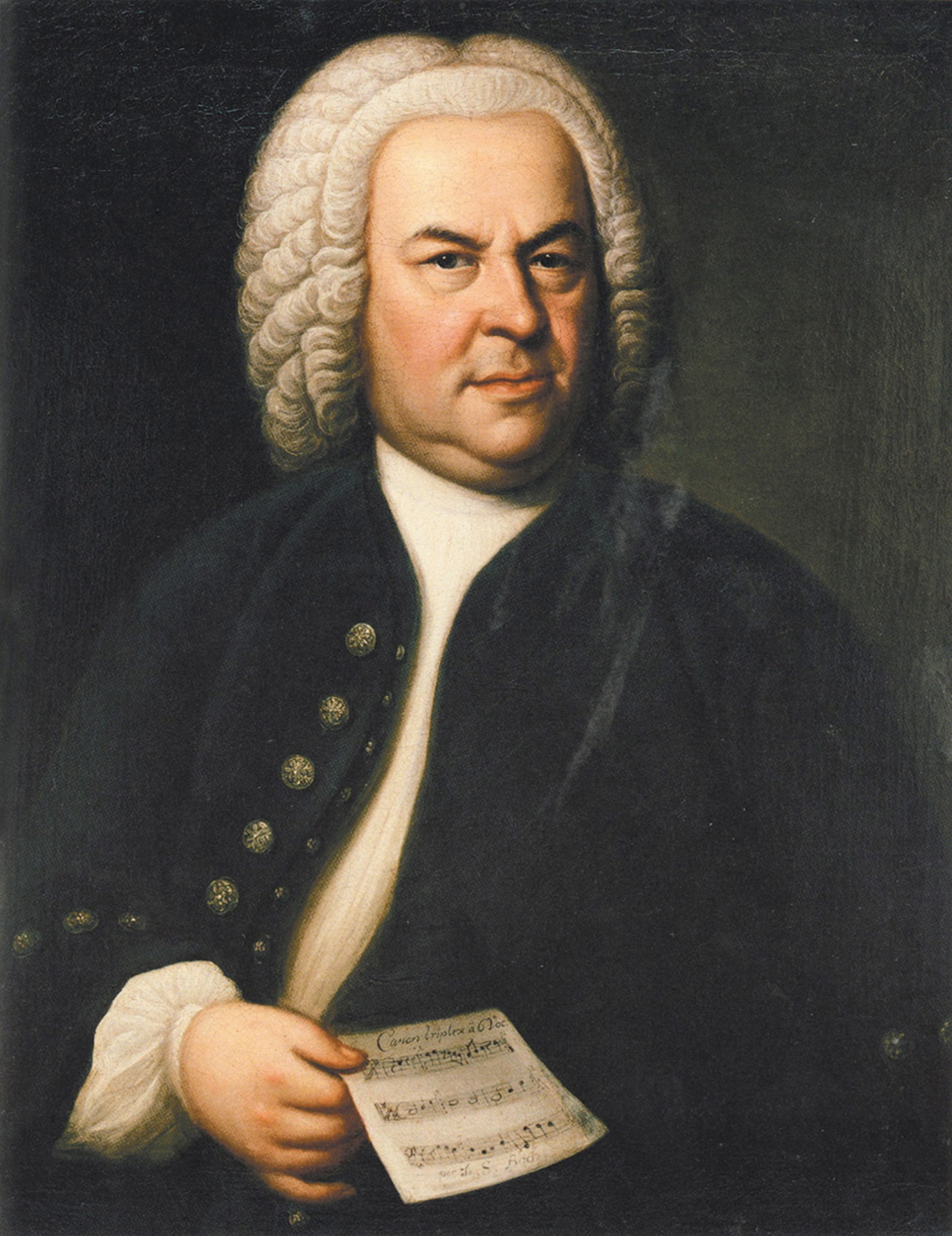
Johann Sebastian Bach, compositor de la obra.

Sonata canónica en fa mayor es una pieza corta compuesta por Johann Sebastian Bach y catalogada como BWV 1040. La instrumentación es para oboe, violín y bajo continuo (generalmente una combinación de violonchelo y clavecín). Se interpreta adagio y es una pieza en compás de tiempo común de menos de dos minutos de duración.
Se estrenó probablemente el 23 de febrero de 1712 (o 1713). Además de ser una pieza independiente, Bach también la incorporó al aria para soprano «Weil die wollenreichen Herden» en la Cantata de la caza, BWV 208 y en el aria «Mein gläubiges Herze» en Also hat Gott die Welt geliebt, BWV 68. De hecho, en su libro The Faber Pocket Guide to Bach, Nicholas Kenyon rechaza la pieza afirmando que «el Trío BWV 1040 realmente no necesita un número propio, ya que es la sonata trío totalmente encantadora que surge como un postludio de la Cantata 208 y de la Cantata 68». Sin embargo, se interpreta por derecho propio como pieza instrumental.